# Ligonipes
Ligonipes Karsch, 1878 è un genere di ragni appartenente alla famiglia Salticidae.

## Caratteristiche
Le dimensioni di L. semitectus, fra i ragni più comuni nel Queensland, variano da 4 millimetri per i maschi a 5 per le femmine.
Dalla descrizione originale del 1882 effettuata dall'aracnologo Hasselt, all'epoca descritto nel genere Rhombonotus, non si sono avuti altri ritrovamenti di L. similis.

## Distribuzione
Le 6 specie oggi note di questo genere sono diffuse in Indonesia e Australia (una specie, la L. flavipes è endemica delle isole Norfolk).

## Tassonomia
Considerato un sinonimo anteriore di Discocnemius Thorell, 1881 e Haterius Simon, 1900 da un lavoro degli aracnologi Davies e Zabka del 1989.
Non è invece un sinonimo anteriore di Rhombonotus L. Koch, 1879 sempre secondo Davies e Zabka del 1989, né di Ohilimia Strand, 1911 secondo uno studio dell'aracnologa Gardzinska del 2006 contra un altro studio di Zabka del 1988.
A dicembre 2010, si compone di sei specie:
- Ligonipes flavipes Rainbow, 1920 — Isole Norfolk
- Ligonipes illustris Karsch, 1878[3] — Queensland
- Ligonipes lacertosus (Thorell, 1881) — Queensland
- Ligonipes semitectus (Simon, 1900) — Queensland
- Ligonipes similis (Hasselt, 1882) — Sumatra
- Ligonipes synageloides (Szombathy, 1915) — Nuova Guinea

### Specie trasferite
- Ligonipes coccineopilosus (Simon, 1884); trasferita al genere Ohilimia Strand, 1911[2].
- Ligonipes gracilipes (Strand, 1911); trasferita al genere Ohilimia Strand, 1911[2].
- Ligonipes scutellatus (Kritscher, 1959); trasferita al genere Ohilimia Strand, 1911[2].

### Nomen dubium
- Ligonipes albocingulatus (Simon, 1884); si tratta di un esemplare juvenile, originariamente reperito in Nuova Guinea e descritto nell'ex-genere Discocnemius; a seguito di un lavoro dell'aracnologa Gardzinska del 2006 è da considerarsi nomen dubium[2].